# Джон Рокфелер
Джон Дейвисън Рокфелер (на английски: John Davison Rockefeller, Sr., на английски се произнася най-близко до Рокъфелър, [ˈrɑkəˌfɛlɚ]) е американски предприемач. Осъществява революция в петролната индустрия. Още като дете Рокфелер вярва, че ще натрупа много пари и ще ги използва разумно за доброто на човечеството. През 1870 основава компанията „Стандарт ойл“ (на английски: Standard Oil) и я ръководи до пенсионирането си през 1890. Петролът намира голямо приложение и Рокфелер натрупва значително състояние, и става най-богатият мъж на света и първият американски милиардер. Наричан е още „най-богатият човек на всички времена“.
Джон Рокфелер е един от основателите на Федералния резерв на САЩ – институцията, която контролира националната валута. От друга страна много от дейностите му са смятани за незаконни и неморални.
Първите антимонополни дела в историята на САЩ са именно срещу неговата компания „Стандарт ойл“. Съдът разпорежда тя да се раздели на няколко по-малки предприятия. Две от тях се сливат отново в днешната Ексон Мобил на 30 ноември 1999 г. Пазарната цена на корпорацията към 2009 е близо $500 млрд. Към 2013 това е компанията с най-голяма пазарна капитализация в света. Тя притежава 37 нефтени рафинерии в 21 страни, чийто обединен капацитет за един ден е 6,3 милиона барела, което я прави най-голямата компания за рафиниране на нефт в света,, което повтаря позицията на „Стандарт ойл“ при нейното основаване през 1870.
След смъртта му на 97-годишна възраст той има толкова положителен образ в американското общество, че цялата нация скърби за него.
Той следи всяко пени и управлява парите си с цел да запази благосъстоянието си. Съчетанието от късмет, упорит труд, проницателност и безскрупулност правят от Джон Д. Рокфелер не само най-богатия американец, а най-богатия американец на всички времена. Въпреки зоркия поглед, с който следи всяко свое пени, през късните години от живота си той се стреми също така да намери начин да ги даде за благотворителност.

## Детство
Рокфелер е второто от шест деца и най-възрастният син в семейството на Бил и Елиза Рокфелер. Баща му е с английски и немски произход, а родът на майка му произхожда от Ирландия. Бил работи първо като дървар, а после и като пътуващ търговец. Той е заклет враг на конвенционалния морал и рядко се завръща при семейството си. Известен е със своите тъмни схеми.
Елиза, домакиня и членка на баптистката църква, се бори, за да запази стабилност вкъщи, докато мъжът ѝ непрекъснато отсъства. Примирявайки се с женкарството му, тя отглежда и възпитава децата си сама. Междувременно малкият Джон припечелва като отглежда пуйки, продава картофи и от време на време заема малки суми на съседите. Следвайки бащиния съвет, той винаги цели да извлече най-голяма полза от всяка сделка. Докато Джон е още момче, семейството се премества в Ню Йорк, но остава там само две години и през 1853 се установява в Кливлънд. Там Рокфелер посещава местната гимназия, а по-късно и курс по счетоводство в колежа „Фолсом“. Въпреки непрекъснатите отсъствия на баща му и честите премествания Джон се превръща в сериозен, учтив и ученолюбив млад мъж. Негови познати го описват като методичен и дискретен. Той е чудесен оратор и се изразява прекрасно. Много обича музиката и мечтае за кариера в тази сфера. Още докато е много млад, той показва значителни умения в счетоводството и работата с числа, които предопределят бъдещата му кариера.

## Ранна кариера

### Като счетоводител
През септември 1855 г., на шестнадесет години Рокфелер получава първата си работа като помощник-счетоводител в малката фирма „Хюид и Тютъл“. Работи неуморно и скоро усвоява всички методи и тайни на занаята. Той е вещ и в транспортните разходи, което му е полезно в по-късната му кариера. Заработва по 50 цента на ден и заплатата му за първите три месеца е $50 долара (еквивалентни днес на $1000 с отчитане на инфлацията). По това време той споделя, че има две големи мечти: да спечели $100 хиляди ($3 милиона днес) и да живее 100 години.

### Бизнес партньорство
През 1859 г. Рокфелер започва общ бизнес с Морис Кларк, като събират $4000 ($100 000) капитал. Джон се впуска стремглаво и започва да разширява бизнеса с всяка изминала година. След като няколко години доставят различни хранителни стоки, през 1863 построяват собствена нефтена рафинерия.
Докато брат му взема участие в гражданската война, Джон развива бизнеса си. Като строг поддръжник на Ейбрахам Линкълн той дарява големи суми и подкрепя новосформираната Републиканска партия. Както казва той: „Бог ми даде пари и няма да се извинявам за това“.
През 1865 г. той изкупува всички дялове на своята компания, превръщайки се в едноличен собственик.

### Начало на петролния бизнес
През 1866 г. брат му Уилям също купува рафинерия в Кливланд и двамата стават партньори. По-късно към тях се присъединява и Хенри Флаглър и това дава началото на бизнес, който скоро се превръща в най-голямата петролна компания в света.

## „Стандарт ойл“
След края на гражданската война Кливлънд вече се е превърнал в един от петте най-големи нефтодобивни центрове на Америка. През 1869 г. добивът процъфтява и на пазара има три пъти повече петрол от необходимото.
През юни 1870 г. Рокфелер основава „Стандарт ойл“, която много бързо се превръща в най-голямата петролна компания в Охайо, а по-късно и в целите Съединени щати.

## Личен живот
Сутрин Рокфелер закусва хляб и мляко, а вечер яде няколко ябълки. Отива на работа с билет от 5 цента, износва дълго костюмите си и когато си купува къща в Ню Йорк запазва обзавеждането на предишния собственик. Все пак има и своите малки забавления, като например конете, като прави своя собствена конюшня.
Репутацията на Рокфелер пострадва, когато през 1914 г. използва Националната гвардия, за да потуши стачката на миньорите и семействата им в Колорадо. В инцидента се задушават две жени и 12 деца, което е повод за сериозен негативен обществен отзвук срещу компанията.
Джон има особени възгледи за филантропията и вярва, че благотворителността не бива да се изтъква. В същото време мнозина гледат на постъпките му като актове на разкаяние. Тези дела са продължени от наследника му Джон Рокфелер младши, чиито 5 деца са амбициозни и сериозни, но имат различни възгледи за своето бъдеще, често свързани с политиката, и всеки от тях разполага с достатъчно средства да осъществи целите си. Нелсън Рокфелер достига до постовете губернатор на щата Ню Йорк и вицепрезидент на САЩ. Уинтроп Рокфелер се занимава с петролен бизнес, но през последните години от живота си е избран за губернатор на Арканзас. Правнукът му Джон Рокфелер IV е избиран за губернатор на Западна Вирджиния и за американски сенатор от Западна Вирджиния. Дейвид Рокфелер се съсредоточава върху недвижимата собственост, а комплексът от търговски сгради и небостъргачи Рокфелер Сентър в Манхатан се превръща във величествен паметник на фамилията.